# Valter Popa
Valter Popa (n. 2 noiembrie 1964, București) este un chitarist român de muzică rock, membru al formației Iris începând din anul 1986. După scindarea din 2017 a formulei clasice Iris, continuă să activeze cu aripa Iris Cristi Minculescu, Valter & Boro.

## Activitate muzicală
Valter Popa cântă pentru prima dată la chitară în clasa a doua, însă începe să studieze instrumentul de la vârsta de 14 ani. În 1983, pe când încă este în liceu, se alătură formației Strop, cu care are câteva concerte. Trupa practică un rock dur, orientat către heavy metal, repertoriul fiind format din preluări după Motörhead, AC/DC și Judas Priest. Convocarea militară întrerupe activitatea tinerilor muzicieni din Strop. După o participare la Cântarea României, soldată cu oarecare succese, Valter Popa află, în octombrie 1985, că formația Iris caută un al doilea chitarist care să îl susțină ritmic în concerte pe Ion (Nuțu) Olteanu. Postul era vacant după plecarea lui Bogdan Stănescu, cu care Iris a cântat vreme de câteva luni. Privit cu oarecare reticență întrucât nu apucase să se afirme până la acest moment, Valter dă proba de admitere la Iris în fața lui Nuțu Olteanu, interpretând la chitară piesa „Trenul fără naș” și o formulă improvizată pe loc de examinatorul său. Este acceptat în formație, inițial ca suport pentru Olteanu, și participă la repetiții, însă, mai având de efectuat încă trei luni de stagiu militar, devine membru cu drepturi depline abia în februarie 1986, tocmai când Nuțu Olteanu pleacă la Holograf.
După aproape zece ani de fluctuații, odată cu venirea lui Valter, componența Iris se stabilizează: Cristi Minculescu (solist vocal), Valter Popa (chitară), Doru Borobeică (bas) și Nelu Dumitrescu (baterie). Această formulă în patru va rezista vreme de 27 de ani, indiferent de celelalte schimbări de personal. Pentru a acoperi deopotrivă părțile solistice și părțile ritmico-armonice de chitară, odată cu Valter este cooptat în Iris și Mihai Alexandru, fost coleg cu Borobeică în grupul Sui Generis. În 1986 au loc primele înregistrări Iris cu noul cuplu de chitariști: piesele „Doar pacea” și „Strada ta” sunt trase în studiourile Radiodifuziunii. În anul următor apare albumul Iris II, iar în 1988, Iris III – Nu te opri!, ambele editate de către casa de discuri Electrecord. Pe aceste materiale partitura de chitară electrică este susținută de tandemul Valter Popa – Mihai Alexandru. Cel din urmă părăsește grupul în 1989, fiind înlocuit de Dan Alex Sârbu. Cu toate acestea, Iris IV, al patrulea album al formației, este înregistrat doar cu chitara lui Valter. Iris IV apare pe piață în 1990 și conține prima compoziție a lui Valter editată pe vreun album Iris: „De ce oare ai plecat?”. După o scurtă perioadă în care Valter face cuplu chitaristic cu Manuel Savu, revine Dan Alex Sârbu. Astfel, următorul disc, Iris 1993, este înregistrat cu doi chitariști.
În 1994 Dan Alex Sârbu părăsește trupa și se stabilește în Italia. Astfel, Valter rămâne unicul chitarist al formației. În această calitate, urmează pentru el o serie de aproape 20 de materiale discografice realizate cu Iris, începând cu Lună plină, lansat din 1996. Pentru acest album, compune piesele „Nu vor” și „Ultimul mic dejun al lui Bon” (a doua în colaborare cu Doru Borobeică și Mihai Godoroja). Începând cu 1997, toate piesele Iris sunt declarate ca fiind compoziții comune ale tuturor membrilor. Pe lângă materialele discografice editate, Valter Popa a susținut cu Iris mii de concerte în toată țara și peste hotare.
În discografia Iris se găsesc câteva piese instrumentale, în care chitara solo a lui Valter are prim planul:
- „Adaggio” (prelucrare după Tomaso Albinoni) — pe albumul Iris Athenaeum (2000), înregistrare live la Sala Palatului, București, 27 octombrie 2000.
- „Preludiu”, „4 Motion”, „Epilog” (compoziții proprii) — pe albumul I.R.I.S. 4Motion (2003), înregistrări de studio.
- „Mistreated” (preluare după Deep Purple) — pe albumul I.R.I.S. 4Motion (2003), înregistrare de studio.
- „Pentru ea” (compoziție de Doru Borobeică) — pe albumul I.R.I.S. 4Motion (2003), înregistrare de studio.
- „Preludiu” — pe DVD-ul Iris Aeterna – Dăruind vei dobândi (2010), înregistrare live la Sala Polivalentă, București, 8 octombrie 2009.

La sfârșitul lunii august 2017, trei vechi componenți Iris, Cristi Minculescu, Valter Popa și Doru Borobeică (Boro), părăsesc formația. În acest context, bateristul Nelu Dumitrescu anunță că grupul își va continua activitatea sub numele de Iris într-o componență diferită, însă este dat în judecată de foștii lui colegi pentru dreptul de folosință a mărcii Iris, înregistrată la OSIM de către Dumitrescu, în nume propriu, în anul 2005. În primă instanță, bateristul a pierdut procesul, judecătorii dispunând anularea mărcii. Ulterior, procesul a ajuns la Curtea de Apel București, fiind finalizat la începutul lunii iulie 2020 prin împăcarea părților după ce foștii colegi au ajuns la un compromis cu privire la folosirea mărcii Iris. Astfel, prin „contractul de tranzacție” depus în instanță, părțile au convenit cum va fi folosită marca Iris în continuare pentru a nu crea confuzie în rândul publicului. Conform înțelegerii, fiecare dintre părți are dreptul să folosească marca Iris: una dintre trupe va activa sub numele de Iris Cristi Minculescu, Valter & Boro, iar cealaltă sub denumirea de Iris Nelu Dumitrescu. În perioada de litigiu, cei trei muzicieni au cântat sub titulatura provizorie Bună Seara, Prieteni! și au lansat o serie de piese single: „Manifest”, „Învingători”, „Unde inima mea bate” (în colaborare cu Pacha Man), „Amintiri” și „Subteran”.
Începând cu februarie 1986, întreaga activitate muzicală a lui Valter Popa este practic legată de Iris. Singura sa colaborare în afara trupei se produce în anul 2013, pentru albumul Fata din vis al Feliciei Filip, atunci când muzicianul imprimă chitara solo pentru piesa „Casino” (preluată din repetoriul Iris).

## Distincții
Pe 5 octombrie 2007, într-o ceremonie desfășurată la Palatul Cotroceni, Valter Popa, împreună cu ceilalți patru membri ai trupei Iris, au fost decorați de Traian Băsescu, președintele României, cu Ordinul „Meritul Cultural” în grad de Cavaler „pentru contribuția adusă timp de 30 de ani la promovarea muzicii rock”. A fost pentru prima dată când în România șeful statului a acordat o astfel de decorație unei formații de muzică rock.